# Nomada lamarensis
Nomada lamarensis är en biart som beskrevs av Cockerell 1905. Nomada lamarensis ingår i släktet gökbin, och familjen långtungebin. Inga underarter finns listade i Catalogue of Life.